# ウロシュ・スレムチェヴィッチ
ウロシュ・スレムチェヴィッチ（セルビア語: Урош Сремчевић, ラテン文字転写: Uroš Sremčević、2006年4月24日 - ）は、セルビアのサッカー選手。ポジションはフォワード。

## 経歴

### ムラドスト・ルチャニ
2022年5月21日のセルビア・スーペルリーガ、FKスパルタク・スボティツァ戦に出場し16歳27日でトップチームデビューを果たした。

### レッドスター・ベオグラード
2024年2月2日、レッドスター・ベオグラードと3年契約を締結した。